# میشل ماگما
میشل ماگما، هنرمند چندرسانه‌ای و میان‌رشته‌ای اهل زئیر، که در سال ۱۹۷۷ در کینشاسا متولد شد، پس از مهاجرت به فرانسه در سال ۱۹۸۴، مسیر هنری خود را با تحصیل در رشته هنرهای زیبا و مشارکت در برنامه‌های اقامتی مختلف در سراسر جهان آغاز کرد. آثار او تلفیقی از رسانه‌های مختلف و الهام‌گرفته از تاریخ شخصی و جمعی است که موضوعاتی چون فمینیسم، سیاست و جامعه‌شناسی را بازتاب می‌دهد. ماگما با دستیابی به جوایز متعدد بین‌المللی، جایگاه خود را در هنر معاصر به‌عنوان هنرمندی خلاق و تأثیرگذار تثبیت کرده است.

## زندگی‌نامه
ماگما در سال ۱۹۷۷ در کینشاسا، زئیر متولد شد. او در سال ۱۹۸۴ به پاریس، فرانسه مهاجرت کرد و در سال ۲۰۰۲ مدرک کارشناسی ارشد خود را در رشته هنرهای زیبا از مدرسه ملی عالی هنرهای سرژی دریافت کرد.
پس از فارغ‌التحصیلی، ماگما به کره جنوبی سفر کرد و در یک برنامه اقامت هنری پس از دیپلم شرکت نمود. سپس در ایفریتی، مراکش یک اقامت هنری دیگر داشت. علاوه بر این، او به‌عنوان هنرمند مقیم در شهر بین‌المللی هنرها، پاریس فعالیت کرد و در نمایشگاه آفریقا رمیکس نیز شرکت داشت.
آثار او در نمایشگاه فمینیسم‌های جهانی در موزه بروکلین، موزه هرشهورن و باغ مجسمه نیز به نمایش گذاشته شده است.
با پیشینه‌ای در هنرهای تجسمی، میشل ماگما فعالیت خود را به‌عنوان یک نقاش آغاز کرد. سپس به آزمایش در زمینه ویدیو، پرفورمنس، عکاسی و در نهایت ترکیب ویدیو با طراحی و متن پرداخت. امروزه، او یک هنرمند چندرسانه‌ای و میان‌رشته‌ای است که عمدتاً از طریق ویدیو پرفورمنس خود را ابراز می‌کند، جایی که او رسانه‌های مختلفی مانند عکاسی با طراحی، طراحی با ویدیو و عکس روی پارچه توری را در آثار خود ترکیب کرده است.
هنر میشل ماگما تحت تأثیر بسیاری از رشته‌ها و هنرمندان قرار گرفته است:
در ادبیات و شعر، از بودلر، ویکتور هوگو، مایا آنجلو، سنگور، ادوار گلیسان، فرانتس فانون؛
در موسیقی، از بیلی هالیدی؛
در سینمای تجربی، از آنتونیونی، فلینی، روسلینی، ویم وندرس، اینگمار برگمان؛
همچنین، از هنرمندان زنی مانند پیپیلو رستی، سیندی شرمن، آنا مندیتا، اوا هسه، جینا پین، رنه گرین.
آثار میشل ماگما در منطقه‌ای ذهنی میان تاریخ‌های فردی، تاریخ جمعی و تاریخ هنر قرار دارند. او تلاش می‌کند گفتگویی دائمی میان داستان‌ها و خاطرات شخصی خود و حافظه جمعی تماشاگران برقرار کند و به موضوعاتی همچون فمینیسم، جامعه‌شناسی، سیاست و اسطوره‌شناسی بپردازد. حضور یا غیاب بدن همواره در مرکز توجه آثار او قرار دارد.
میشل ماگما موفق به کسب جوایز هنری و دستاوردهای حرفه‌ای متعددی شده است که از جمله آن‌ها می‌توان به جایزه اول بی‌ینال داکار در سال ۲۰۰۴ و جایزه بی‌ینال یانگو IFAA در سال ۲۰۱۴ اشاره کرد. برخی از آثار او در مجموعه‌های خصوصی هنر معاصر نگهداری می‌شوند، از جمله مجموعه سیندیکا دوکولو در لواندا (آنگولا)، مجموعه معاصرترووران (بلژیک) و آرتوتک ویلربان (فرانسه).
یکی از شناخته‌شده‌ترین آثار میشل ماگما، آهای آهای (۲۰۰۴) است، یک ویدیو اینستالیشن دو کاناله که در آن، در سمت چپ زنی (ماگما) در حال قدم زدن در جای خود نمایش داده می‌شود، در حالی که در سمت راست، تصاویر تاریخی از موبوتو سسه سکو دیده می‌شود که بر رژه‌هایی از افتخار فرهنگی کنگو نظارت می‌کند.